# Trinidad (Bohol)
Trinidad (Bayan ng Trinidad) är en kommun i Filippinerna. Kommunen tillhör provinsen Bohol och ligger på ön med samma namn. Folkmängden uppgår till 25 683 invånare.

## Barangayer
Trinidad är indelat i 20 barangayer.
| - Banlasan - Bongbong - Catoogan - Guinobatan - Hinlayagan Ilaud - Hinlayagan Ilaya - Kauswagan - Kinan-oan - La Union - La Victoria | - Mabuhay Cabigohan - Mahagbu - Manuel A. Roxas - Poblacion - San Isidro - San Vicente - Santo Tomas - Soom - Tagum Norte - Tagum Sur |

## Bildgalleri

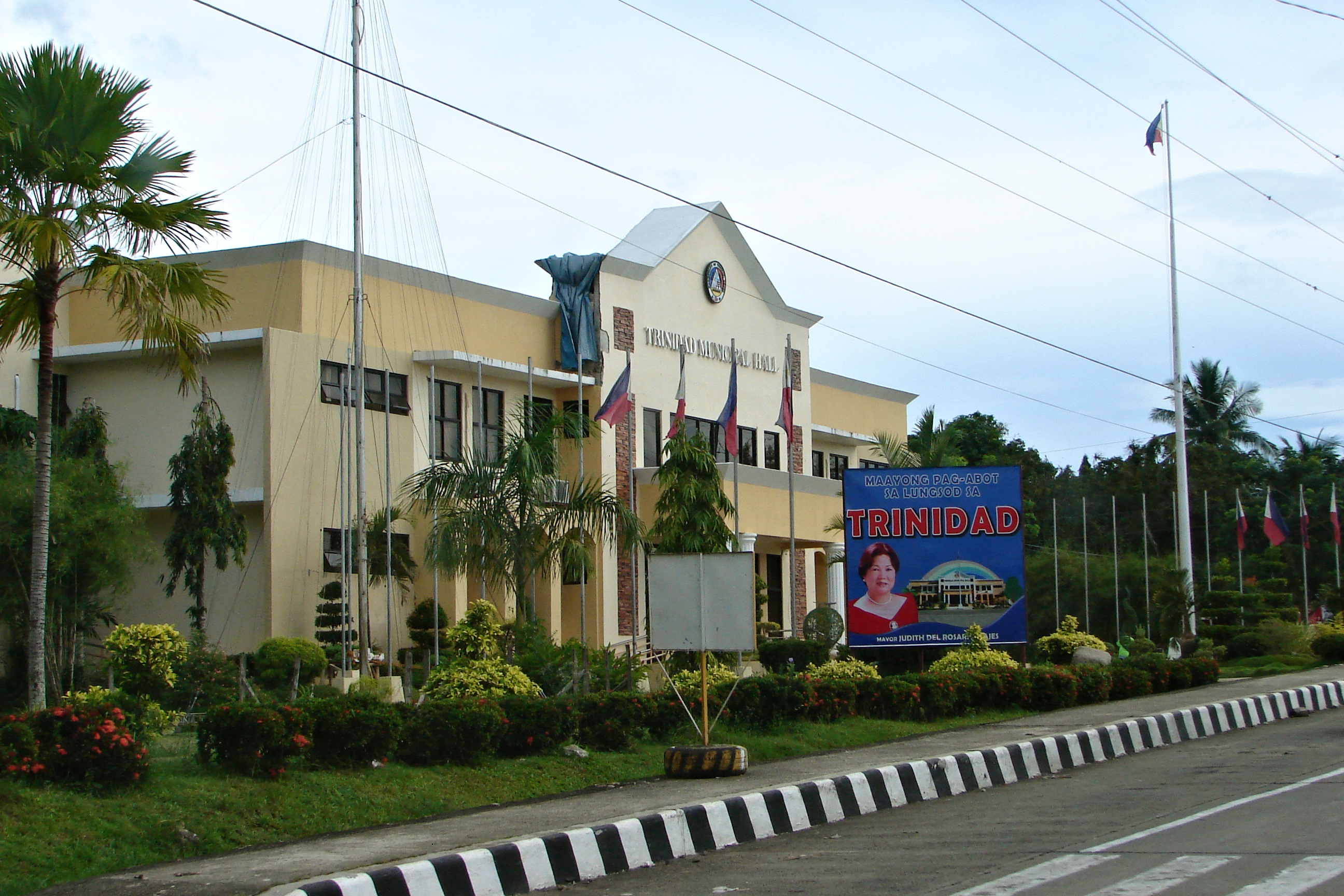
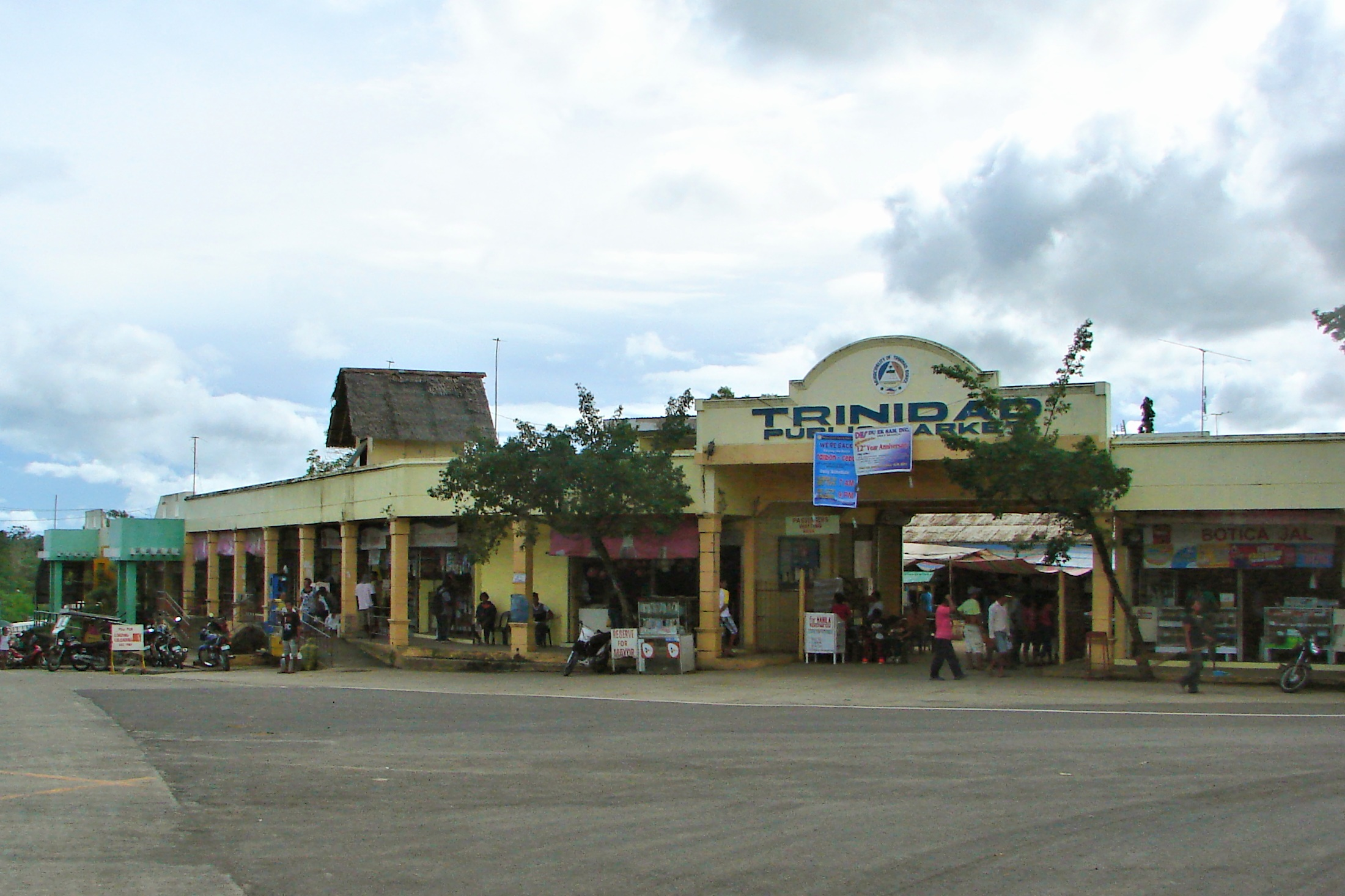